# 五丈原の戦い
五丈原の戦い（ごじょうげんのたたかい、中国語: 五丈原之戰）は、中国三国時代に、蜀（蜀漢）と魏が五丈原（現在の陝西省宝鶏市岐山県）で対陣した戦いである。

## 経緯
231年の第四次北伐において、蜀の諸葛亮は魏の司馬懿と対戦し局地的には勝利した。しかし、大雨により李厳が食糧輸送に失敗して食糧が尽きたため、撤退せざるをえなくなった。撤退時に魏の車騎将軍の張郃を射殺しているが、初期の目的を果たすことには失敗している。これまで蜀は第一次北伐から連年数万規模の軍を出撃させていたが、これ以後は遠征を休止させた。『晋書』宣帝紀によると、司馬懿は諸葛亮が常に兵糧不足に悩まされていることから、三年間は糧食の蓄積に専念しなければならないだろうと推測している 。

## 戦いの経緯
234年春2月、蜀の諸葛亮は魏への遠征を再開し、褒斜道を通って長安をめざす構えを見せた。『晋書』宣帝紀では、この時動員された蜀軍は十余万とされている。司馬懿も諸葛亮を迎え撃つために、自ら指揮を執り出撃し、人口が集中している渭水の南に砦を築き、防備を固めた。『晋書』宣帝紀によると司馬懿は諸将に対し、「諸葛亮が勇者なら武功に出て東進するだろうが、五丈原に布陣するなら問題ない」と語っていた。一方、陳寿は『三国志』諸葛亮伝に、諸葛亮は武功に拠り五丈原に布陣したと正反対の見解を記している。また『三国志』張翼伝によると諸葛亮は武功に出て、張翼を先鋒の前軍都督とし、扶風太守に任命したとある。『水経注』・『太平御覧』にも、共に武功水を渡って蜀軍が東進したことが書かれており、呉の歩隲に送った手紙の中で、五丈原に拠点を置きつつ、武功東10里にある馬冢の高地に陣取った魏軍と対峙していることを伝えている。諸葛亮は渭水の沿岸で兵士に屯田を行わせたが、軍規は厳正で当地の民は安堵したという。魏の皇帝の曹叡は征蜀護軍秦朗に2万の兵を与えて、司馬懿の援軍として派遣した。また、曹叡は「砦の防備を固め、守備に徹するべし。敵の食料が尽きて撤退した時、追撃するのが、遠来の敵を迎え撃って勝利を得る方法である」と司馬懿に勅令を下した。
諸葛亮は五丈原に軍を進ませると、渭水の北へと兵を進め、北原を押さえようとした。郭淮はそれを見破り、先にその地を占めるべきだと主張したが、論者の多くは賛成しなかった。郭淮は「もし諸葛亮が、渭水を跨ぎ、高原を登り、兵を北山に連ね、隴への道を隔絶し、人民や蛮民をゆり動かすならば、これは我が国の有利にはなりません」と述べた。司馬懿は、その説に賛成し、郭淮は北原に駐屯した。塹壕や塁壁がまだ完成しないうちに、蜀軍が来襲したが、郭淮はそれを撃退した。
攻撃が失敗した諸葛亮は、数日後、兵力を西方へと移動した。北原方面の西囲に向かわせる姿勢を示し、諸将は皆、諸葛亮の狙いが西囲であるとしたが、郭淮だけはこれを陽動とし、陽遂を固めるように進言した。しかし、司馬懿も諸葛亮の狙いは西囲であると考え、周当を陽遂に派遣し、諸葛亮の動きを見たが、諸葛亮は反応せず、郭淮に胡遵をつけ、陽遂を守ることを許した一方で、司馬懿は自身の判断を信じ、北原に軍を進めた。果たして、司馬懿が軍を北原に集め、魏軍の戦力の分散を確認すると、諸葛亮は陽遂を攻撃した。虎歩監の孟琰が武功水を渡河し、橋頭堡を築き始めた。しかし、武功水が増水し、蜀軍の渡河に遅れがでた。司馬懿は陽遂を攻める孟琰を確認すると、諸葛亮の陽動に乗せられたことに気付き、郭淮らを救援するため、騎兵一万を向かわせて二十日間、孟琰を攻撃した。諸葛亮は対岸から射撃を行って孟琰を支援しつつ浮橋を作り、孟琰は魏の猛攻を凌いだ為浮き橋が完成し、魏の騎兵は引き退き、撃退に成功した。しかし武功水の増水により渡河に時間が掛かり、その間に魏軍は再集結して蜀軍と対峙した。
渭水、武功水で行われた戦いの後、諸葛亮は五丈原にて司馬懿との持久戦を続けることになった。諸葛亮は女の服を送り、司馬懿を女扱いするなど、さまざまな手を使って司馬懿を挑発して魏軍の出陣を誘った。魏の諸将の間には撃って出るべきという気運が高まっていたが、皇帝の曹叡から出陣を禁じられていることを理由に司馬懿は挑発に乗らなかった。それでも司馬懿が出撃許可を求める上奏を行うと、辛毗が曹叡の命令を携えて陣を訪問し、出撃してはならないと命じた。習鑿歯の『漢晋春秋』および『晋書』宣帝紀では、辛毗が現れたことを聞いた姜維は、司馬懿がもはや絶対に出撃してこないであろうと諸葛亮に語ったが、これに対し諸葛亮は、司馬懿が出撃の姿勢を示して上奏したこと自体、諸将の不満を和らげるための策略に過ぎないと語っている。
5月、呉の皇帝孫権が蜀に呼応し、自ら大軍の指揮を執り複数方面から魏への親征を開始した。魏は国土の東西に大規模な戦線を抱え込むこととなったが、合肥を守備していた満寵が奇襲攻撃で孫権を苦しめ、さらに曹叡自らが救援に赴くと聞くと、孫権は曹叡の寿春到着を待たずに全軍を撤退させた。
蜀軍と魏軍の対陣は百日余りに及んだが、234年8月、諸葛亮は病死し蜀軍は撤退した。諸葛亮は死ぬ前に費禕、姜維、楊儀に、五丈原からの撤退に関する指図を与えた。魏延には追撃を断たせ、姜維にはその前を行かせ、もし魏延が従わぬ場合は、軍はそのまま出発するように命じた。蜀軍の撤退を知った魏軍は追撃しようとしたが、蜀軍は反撃の形勢を示し、司馬懿は慌てて軍を退いた。人々はこれを揶揄して諺を作り「死せる諸葛、生ける仲達を走らす（死諸葛走生仲達）」と言った。司馬懿は人伝にこのことを聞き、「私は生者のする事は推し測れるが、死者のする事は推し測れない（吾能料生、不能料死）」（『論語』の「未だ生を知らず、焉くんぞ死を知らん」に基づいたと見られる）と答えたという。司馬懿は撤退後の諸葛亮の陣営を視察し、「天下の奇才」という感想を漏らした。

## 戦後

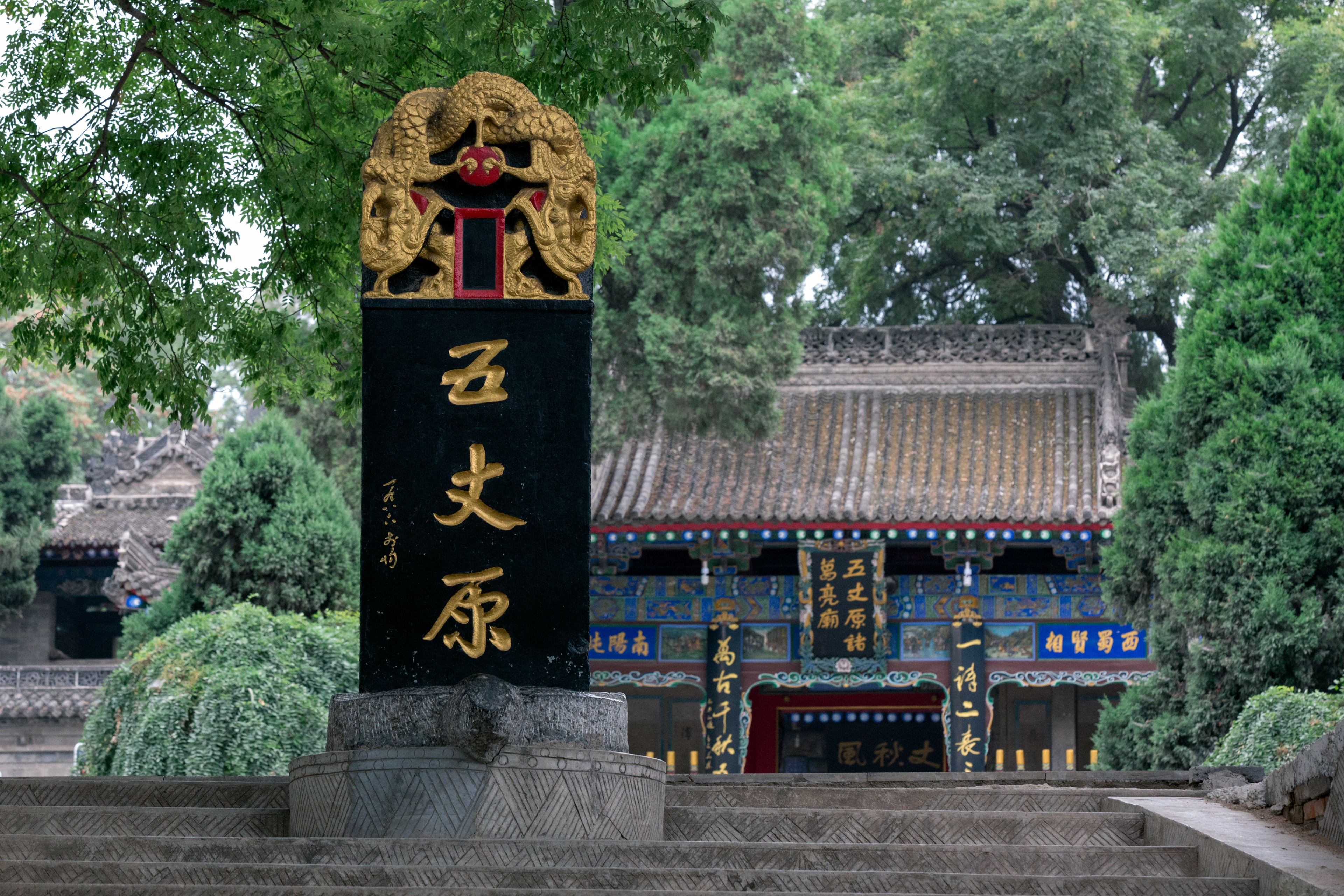
五丈原にある諸葛亮廟

撤退直後の蜀軍では、魏延が諸葛亮の後継を巡って楊儀と争い敗死した。だが楊儀もまた蔣琬、費禕に実権を掌握され失脚した。蜀の実権を掌握した蔣琬も諸葛亮の遺志を継ぎ、魏の討伐を計画していたが、自身の病気と費禕を筆頭とする他の重臣たちの反対により計画は実行されず、蔣琬は大将軍の位を費禕に譲った。
蜀の侵攻を退けた司馬懿は、238年には遼東の公孫淵を討伐し、野戦から籠城へと誘い込む巧みな軍略によってこれを滅ぼした（遼隧の戦い）。東西の外患を除いた大功から、司馬懿は魏の朝廷内で揺るぎない地位を確立した。更に皇帝の曹叡は239年に若くして崩御した。養子の曹芳が皇帝となったが幼少であり、司馬懿の権威は帝室の曹氏をも凌駕していくことになる。